# Belize Defence Force FC
El Belize Defence Force Football Club és un club de Belize de futbol de la ciutat de Belize City.

## Palmarès
- Lliga de Belize de futbol: [2]
  - 2009 (A), 2010 (C), 2010 (A)